# Sottobanco
Sottobanco, sottotitolato Comitato di svalutazione, è un romanzo di Domenico Starnone pubblicato da Feltrinelli nel 1992. Come la precedente raccolta Ex cattedra, nel libro Starnone parla di argomenti scolastici e sulla situazione nelle scuola italiane degli anni ottanta e anni novanta. Il libro servì ai registi Daniele Luchetti, Riccardo Milani e Riccardo Donna per le trasposizioni cinematografiche e televisive La scuola (1995), Auguri professore (1997) e Fuoriclasse (2011).

## Trama
In una scuola in periferia di Roma, per la precisione un liceo classico, si viene a sapere che il nuovo Ministro dell'Istruzione farà dei profondi tagli sul budget degli istituti scolastici italiani. Il preside del liceo laziale teme che la riforma del ministro inciderà negativamente in particolar modo nei confronti della sua scuola, dove praticamente non funziona nulla e soprattutto ha paura che la sua istituzione possa addirittura chiudere per colpa di queste inefficienze. Infatti il preside ha da poco scoperto che dei legati del ministro faranno l'ispezione di alcune scuole, compresa la sua, già fiduciosi che molte di queste chiuderanno.
Intanto, fra i banchi delle classi, i professori Vivaldi e Passamaglia cercano di salvaguardare l'incolumità degli studenti, le cui preparazioni culturali toccano livelli bassissimi. Vivaldi è segretamente innamorato della Passamaglia, che però non sa come affrontare la situazione, visto che è in grave crisi coniugale. A complicare il loro non ancora sbocciato rapporto è il truce professor Lo Bascio, il quale desidera ardentemente diventare vicepreside per avere lo stipendio assicurato che potrà risolvere le sue esigenze familiari. Infatti, in Italia, tra i vari problemi scolastici c'è anche quello dei pagamenti dei docenti e di tutto il resto del personale scolastico.
Mentre tutti questi problemi si susseguono e il giorno dell'ispezione si avvicina sempre di più, Vivaldi e la Passamaglia cercano disperatamente di far andare bene nelle loro materie gli studenti più piccoli, e di portare con delle medie soddisfacenti i ragazzi dell'ultimo anno all'esame di Stato.